# Xiongguanlong
Xiongguanlong ("drak od Velkého průsmyku") byl rod tyrannosauroida (teropodního dinosaura vzdáleně příbuzného rodu Tyrannosaurus), který žil "uprostřed" doby křídové (asi před 112 miliony let) na západním území dnešní Číny (provincie Kan-su, geologické souvrství Sia-kou).

## Popis

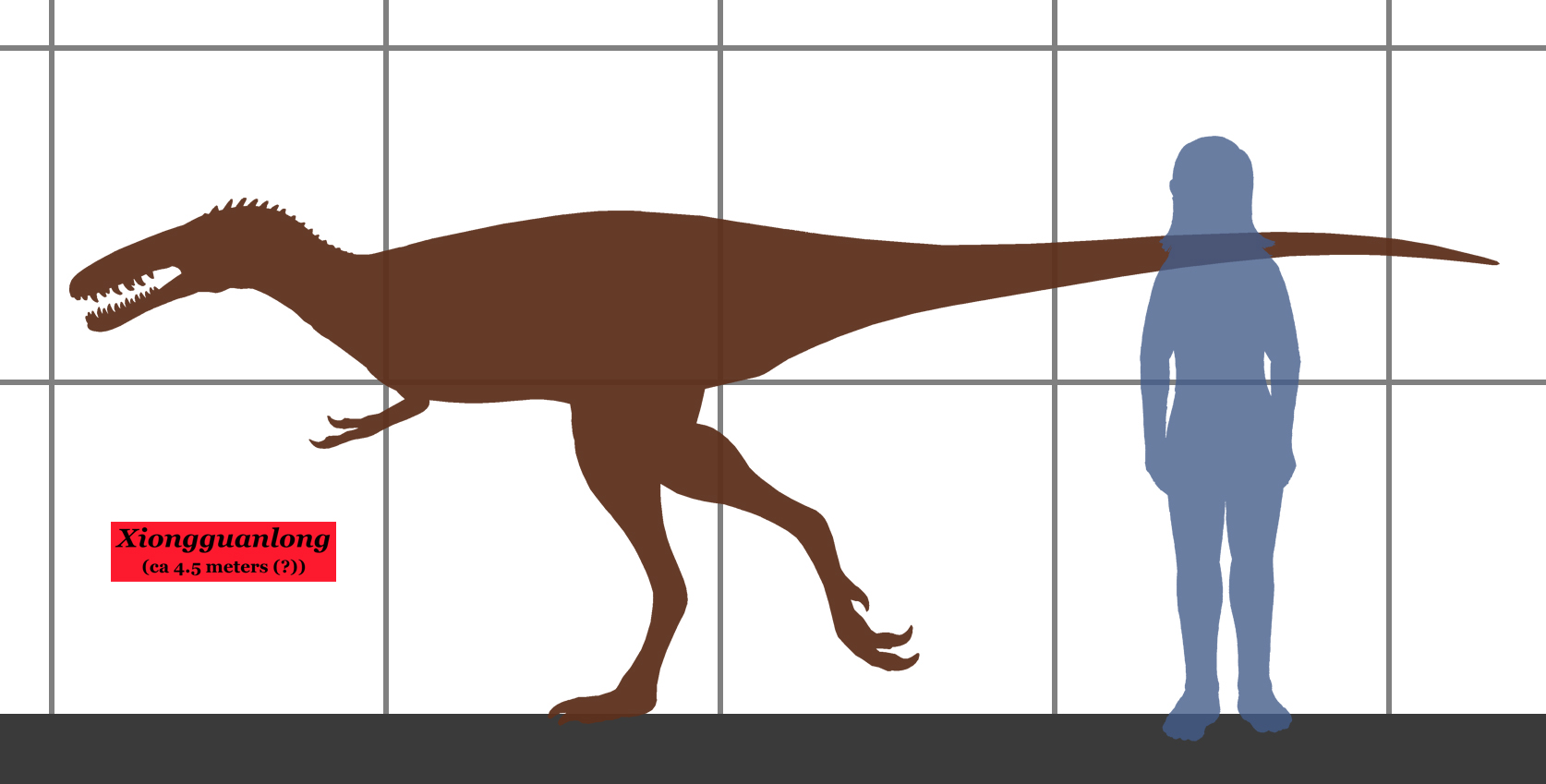
Xiongguanlong - velikostní porovnání s člověkem.

Délka tohoto dinosaura činila podle odhadů asi 4 až 5 metrů, výška kolem 2 metrů a hmotnost byla odhadnuta na 200 až 270 kg. Byl tedy výrazně menší než jeho slavný následovník Tyrannosaurus rex z konce křídového období. Jeho pozůstatky byly popsány jako typový druh X. baimoensis v dubnu roku 2009.

## Zařazení
Xiongguanlong byl vývojově primitivním tyranosauroidem, vyspělejším než jurské formy (jako byl evropský Proceratosaurus), ale méně vyspělým než seveoamerické rody Suskityrannus nebo Moros. Mezi jeho blízké příbuzné patřil například geologicky mladší čínský rod Jinbeisaurus. Podobným teropodem mohl být také málo známý rod Embasaurus, jehož dva fosilní obratle známe z mírně staršího období z území Kazachstánu.